# 張瑞玲
張瑞玲（英語：Claire Chang，1971年1月5日—2022年10月22日），臺灣新聞主播，曾任職真相新聞網、環球電視、中天新聞台、民視新聞台、澳亞衛視、大愛電視，中國文化大學影劇系畢業。2022年10月22日因罹患乳癌去世。

## 學歷
- 中國文化大學影劇系

## 經歷
- 真相新聞網
- 環球電視
- 中天新聞台記者、新聞主播
- 民視新聞台主播
- 澳亞衛視主播

## 曾主持過的節目
- 民視無線台《我愛看電影》主持人
- 大愛電視《看中醫》主持人、製作人
- 澳亞衛視《走進台灣》主持人

## 外部連結
- 張瑞玲的新浪微博